# Creep (film, 2004)
Pour les articles homonymes, voir Creep.
Pour plus de détails, voir Fiche technique et Distribution.
Creep est un film d'horreur britannico-allemand réalisé par Christopher Smith, sorti en 2004.

## Synopsis
À Londres, par une froide et triste nuit d'hiver, à minuit, à la sortie d'une soirée chic copieusement arrosée, Kate guette vainement un taxi avant de se résoudre à prendre le dernier métro. Sous l'effet de l'alcool, la jeune femme ne tarde pas à s'assoupir sur le quai. À son réveil, la station est déserte… Affolée, Kate se dirige vers la sortie, mais les grilles sont déjà fermées. Un train s'arrête alors, elle y monte, quelque peu inquiète d'en être la seule occupante. Au beau milieu du tunnel, le convoi s'arrête brutalement, toutes les lampes s'éteignent.

## Fiche technique
- Réalisation et scénario : Christopher Smith
- Montage : Kate Evans
- Musique : The Insects
- Costumes : Phoebe de Gaye
- Production : Julie Baines et Jason Newmark
  - Production exécutive : Robert Ferguson
  - Production déléguée : Alexandra Ferguson
- Sociétés de production : Dan Films et Zero West Filmproduktion GmbH
- Distribution : Bac Films
- Durée : 85 minutes
- Date de sortie : France : 4 mai 2005
- Film interdit aux moins de 16 ans lors de sa sortie en France.

## Distribution
- Franka Potente (VF : Laura Préjean) : Kate
- Vas Blackwood (VF : Lucien Jean-Baptiste) : George
- Jeremy Sheffield (VF : Pierre Tessier) : Guy
- Ken Campbell : Arthur
- Kelly Scott : Mandy
- Paul Rattray (VF : Axel Kiener) : Jimmy
- Johnatan Taylor : 1er conducteur de train assassiné
- Daniel Joseph Scott : 2e conducteur de train assassiné
- Morgan Jones (VF : Arnaud Arbessier) : le gardien de nuit
- Sean Harris : Craig

## Autour du film
- C'est dans le métro londonien que le réalisateur Christopher Smith a eu l'idée de réaliser Creep. Il explique : "La rame s'était arrêtée au beau milieu d'un tunnel. L'attente se prolongea durant de longues, longues minutes et j'ai pensé aux affres d'une personne qui se retrouverait seule, prisonnière de ce labyrinthe, impuissante et livrée aux fantasmes d'un être maléfique. J'ai soumis l'idée au producteur Jason Newmark, de Dan Films, et me suis immédiatement lancé dans l'écriture. (…) Je me suis attaqué à ce scénario avec le désir immédiat d'injecter du sang frais dans le genre ; de m'appuyer sur certains de ses codes, tout en les réorientant dans des directions inédites ; de travailler "sans filet", à l'exploration de nos pires angoisses, en commençant par trois des plus basiques : la peur de la solitude, l'angoisse des ténèbres, la claustrophobie."
- Christopher Smith définit Kate, l'héroïne de Creep, comme "une femme active, énergique. Les premières scènes nous la montrent évoluant dans un monde qu'elle contrôle parfaitement. Superbe, pleine d'humour, vêtue d'une robe griffée, elle exhibe tous les signes de la réussite. Mais ces symboles d'une vie privilégiée ne lui seront d'aucune utilité face à ce qui l'attend. Ses chaussures de luxe ne seront plus qu'une gêne dans ce métro : pour survivre à ses épreuves, Kate va devoir s'adapter… en faisant de ses talons aiguilles une arme."
- S'il rédigea le script de Creep à Manhattan, le Britannique Christopher Smith tenait absolument à ancrer l'action de son film dans le métro londonien. Il explique : "Je voulais exploiter l'ambiance gothique du réseau londonien, avec ses multiples niveaux et embranchements, propres à dérouter l'usager. J'avais besoin que mon héroïne opère une descente progressive vers des recoins obscurs, qu'elle s'aventure le long de tunnels envahis de toiles d'araignées et y découvre des alcôves secrètes, oubliées depuis plus d'un siècle."
- Le tournage de Creep, d'une durée de sept semaines, s'arrêta dans l'une des plus profondes stations du métro londonien : Strand, qui était sur la ligne Piccadilly. Fermé depuis 1994, cet arrêt possède un quai désaffecté depuis…1917 ! C'est précisément sur ce quai abandonné et à l'ambiance forcément inquiétante que des scènes du début et de la fin du film furent tournées. Pour des raisons pratiques, le reste du tournage se déroula à Cologne, dans une ancienne sucrerie où fut créé un gigantesque décor labyrinthique ressemblant à s'y méprendre au dédale d'un métro.
- Christopher Smith évoque avec mystère Craig, celui qui poursuit inlassablement Kate dans le métro. "S'il m'a glacé le sang lorsque je l'ai vu pour la première fois maquillé, je me demande comment va réagir le public ! Sean Harris, qui interprète Craig, donne dans ce film une interprétation incroyablement tordue, tourmentée, puissante, qui témoigne d'un vrai courage psychologique. J'ai eu envie, dès le départ, d'explorer nos grandes angoisses avec un maximum d'impact. Creep est un voyage en "train fantôme" à travers un enfer souterrain, aux côtés d'une femme qui lutte jusqu'au bout pour échapper à cette terrifiante folie."